# Maxsandro Barbosa de Oliveira
Maxsandro Barbosa de Oliveira (sinh ngày 3 tháng 8 năm 1972) là một cầu thủ bóng đá người Brasil.

## Sự nghiệp câu lạc bộ
Maxsandro Barbosa de Oliveira đã từng chơi cho Consadole Sapporo.

## Thống kê câu lạc bộ

### J.League
| Đội               | Năm       | J.League | J.League | J.League Cup | J.League Cup | Tổng cộng | Tổng cộng |
| Đội               | Năm       | Trận     | Bàn      | Trận         | Bàn          | Trận      | Bàn       |
| ----------------- | --------- | -------- | -------- | ------------ | ------------ | --------- | --------- |
| Consadole Sapporo | 2002      | 3        | 0        | 0            | 0            | 3         | 0         |
| Tổng cộng         | Tổng cộng | 3        | 0        | 0            | 0            | 3         | 0         |